# Ergavia diphora
Ergavia diphora là một loài bướm đêm trong họ Geometridae.